# انتقادات لجوجل

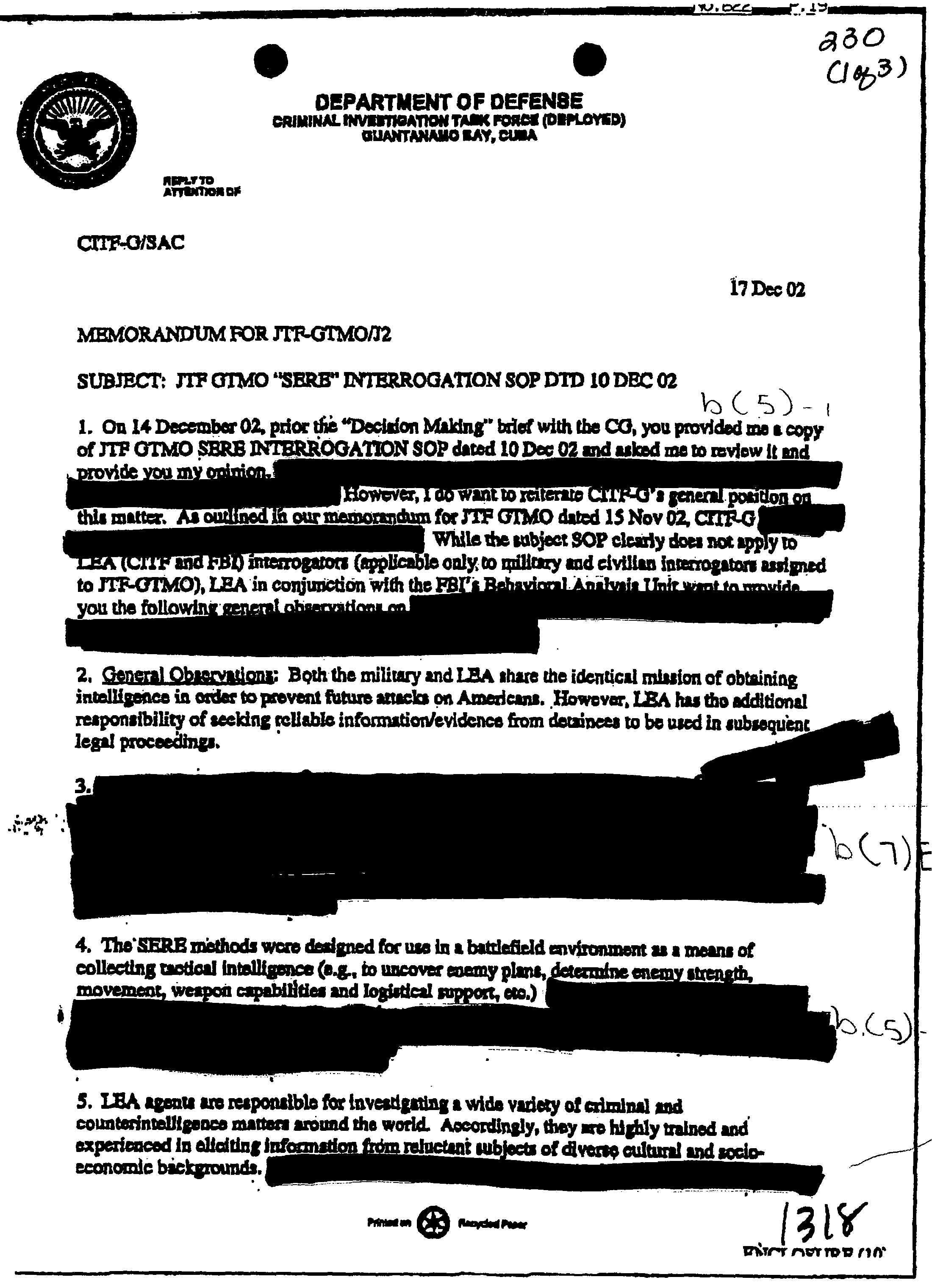

تضمنت انتقادات غوغل عدة تصرفات جدلية راكمتها شركة التكنولوجيا خلال عقود مما جعلها محط انتقادات منتظمة أمام الرأي العام العالمي وووسائل الإعلام، منها التهرب الضريبي، وإساءة استخدام السلطة والتلاعب بنتائج البحث، وخرق قانون الملكية الفكرية بسبب ضعف برامجها الأمنية، مخاوف تجميع بيانات المستخدمين ما قد ينتهك خصوصيتهم، اتهامات بالتجسس على المستخدمين لصالح الجيش الأمريكي باستغلال غوغل إيرث وستريت فيو اللذان يحتويان على صور لشوارع وأبنية بتفاصيل دقيقة نسبيا، ضعف حماية البريد الشخصي حيث يسهل اختراقه من قبل القراصنة، الرقابة على نتائج البحث والمحتوى واستهلاك طاقة خوادمها، بالإضافة إلى المخاوف بشأن قضايا مثل الإحتكار، تقييد التجارة، خرق قانون مكافحة الاحتكار، انتهاك براءات الاختراع، فهرسة وعرض معلومات كاذبة والدعاية الأيديولوجية في نتائج البحث.
في 2022، أبرمت شركة جوجل صفقة مع الجيش الإسرائيلي بقيمة 1.2 مليار دولار أمريكي خاصة بالذكاء الاصطناعي والمراقبة عرفت باسم مشروع نيمبوس، بموجبه يمكن لجيش الإحتلال الإسرائيلي استخدام هذه التكنولوجيا لتوسيع مراقبته للفلسطينيين الذين يعيشون في أراضيهم المحتلة. أثار المشروع انتقادات ومخاوف عارمة من قبل المساهمين والموظفين تكللت بمواجهة عنيفة من قبل لجانب الإسرائلي لكل معارض وصفت بأنها "انتقام من أي انتقاد علني للعقد"، كما قامت غوغل بنقل موظف معارض إلى الخارج فيما عارض موظفون فلسطينيون آخرون "التحيز المؤسسي" داخل الشركة.